# 埃弗拉因·涅韋斯
埃弗拉因·涅韋斯（Efraín Nieves，1989年11月15日—），職棒生涯起步於2004年，在美國職棒選秀會由密爾瓦基釀酒人以第7輪第221順位選進。2016年曾效力於中華職棒Lamigo桃猿，中文登錄名為「拿威」，守備位置為投手。

## 經歷
- 美國職棒密爾瓦基釀酒人（小聯盟，2007年-2011年）
- 波多黎各棒球聯盟Lobos de Arecibo（2008年-2009年）
- 波多黎各棒球聯盟Senadores de San Juan（2010年）
- 波多黎各棒球聯盟Criollos de Caguas（2011年-2016年1月）
- 美國職棒底特律老虎（小聯盟，2012年）
- 美國職棒多倫多藍鳥（小聯盟，2013年-2014年）
- 美國職棒獨立聯盟Evansville Otters（2015年）
- 美國職棒獨立聯盟Somerset Patriots（2016年）
- 中華職棒Lamigo桃猿（2016年5月30日-2016年8月30日）
- 波多黎各棒球聯盟Tiburones de Aguadilla（2016年10月-2017年）
- 波多黎各聯賽Maunabo Jueyeros（2017年）
- 美國職棒獨立聯盟Somerset Patriots（2017年）
- 委內瑞拉聯盟Leones del Caracas（2017年10月-12月）
- 波多黎各棒球聯盟Cangrejeros de Santurce（2017年-）
- 波多黎各聯賽Maunabo Jueyeros（2018年）

## 職棒生涯成績

### 中華職棒
| 年度 | 球隊       | 出賽 | 先發 | 勝投 | 敗投 | 中繼 | 救援 | 完投 | 完封 | 三振 | 四死 | 責失 | 投球局數 | 自責分率 | 被上壘率 |
| ---- | ---------- | ---- | ---- | ---- | ---- | ---- | ---- | ---- | ---- | ---- | ---- | ---- | -------- | -------- | -------- |
| 2016 | Lamigo桃猿 | 13   | 10   | 7    | 3    | 1    | 0    | 0    | 0    | 53   | 34   | 39   | 57.1     | 6.12     | 1.85     |
| 合計 | 1年        | 13   | 10   | 7    | 3    | 1    | 0    | 0    | 0    | 53   | 34   | 39   | 57.1     | 6.12     | 1.85     |